# Antonio José de Sucre (Barinas)
Antonio José de Sucre is een gemeente in de Venezolaanse staat Barinas. De gemeente telt 84.500 inwoners. De hoofdplaats is Socopó.
De naam refereert aan de onafhankelijkheidsstrijder Antonio José de Sucre.